# Каньос-де-Кармона
Каньос-де-Кармона (исп. Caños de Carmona) — руины римского акведука длиной 17,5 км, позднее перестроенного в эпоху Альмохадов. Он соединял города Кармону с Севильей и был в рабочем состоянии вплоть до своего сноса в 1912 году.
Он был построен из кирпича и состоял примерно из 400 арок, стоящих на колоннах, с дополнительными верхними аркадными секциями в некоторых местах. Он считается единственным примером такого типа римской конструкции в Испании.

## История

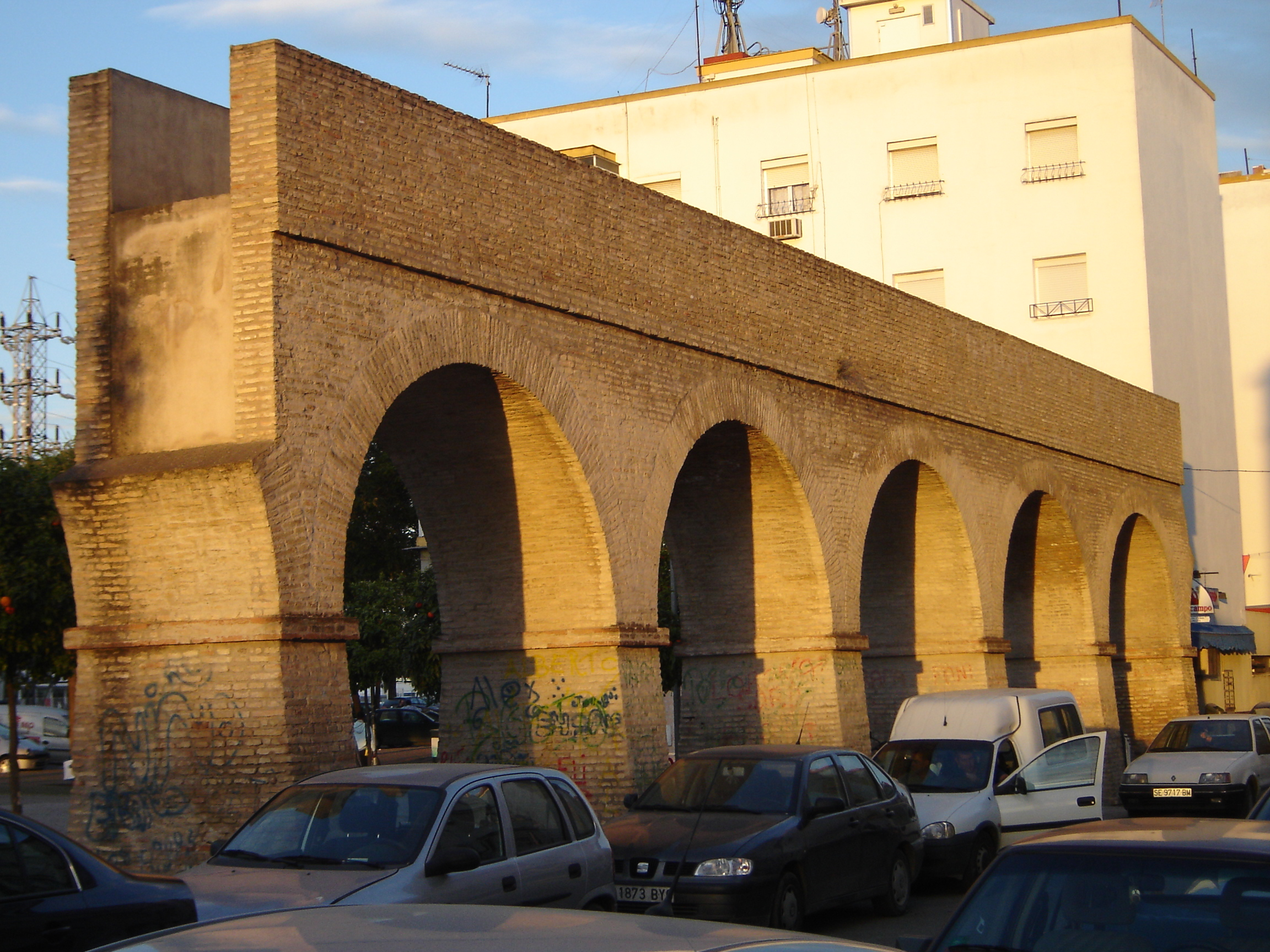
Сохранившийся участок акведука Каньос-де-Кармона на улице Сигуэнья.

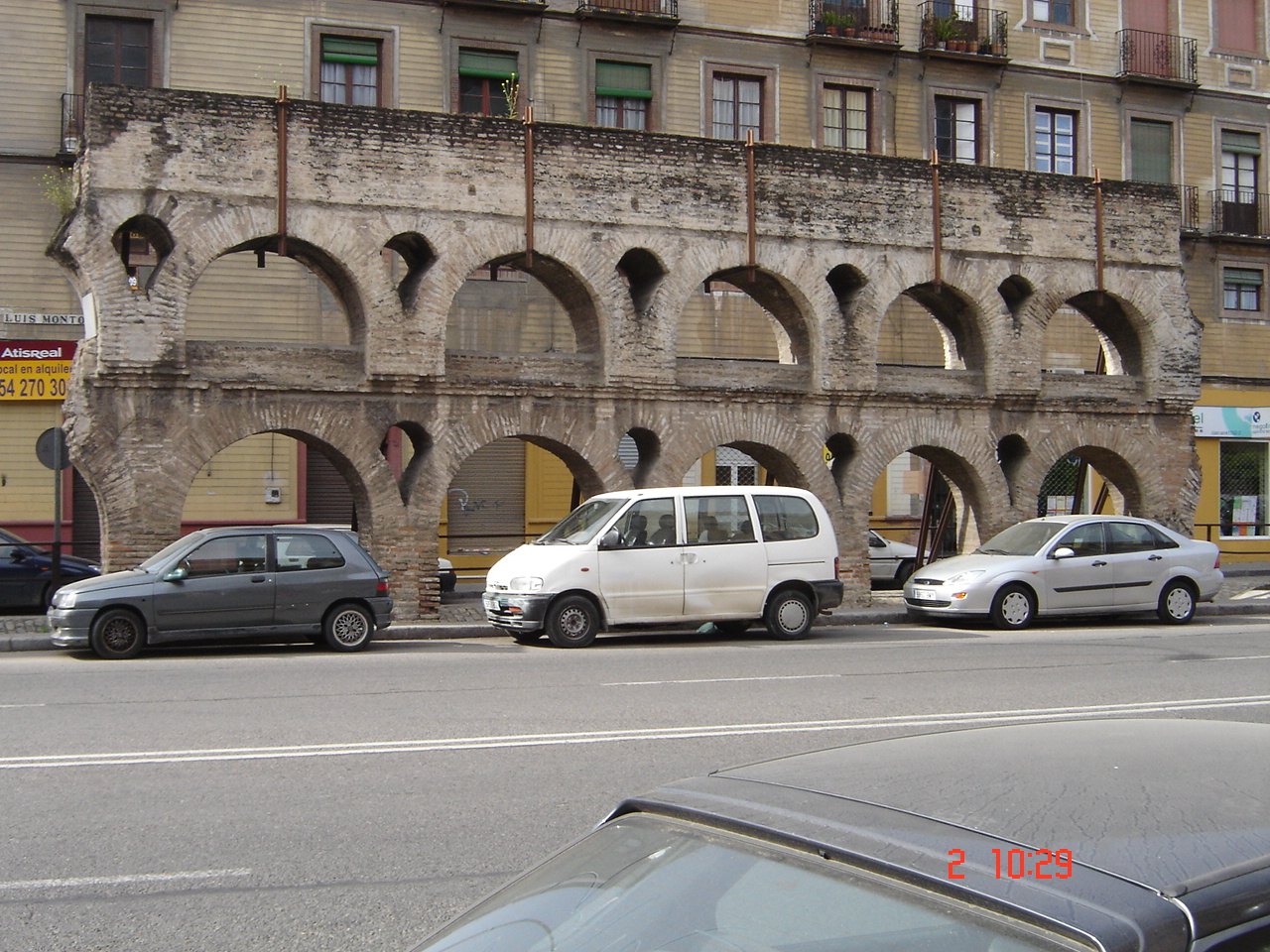
Сохранившийся участок акведука Каньос-де-Кармона на улице Луис Монтото рядом с перекрёстком с улицей Хименес Аранда.

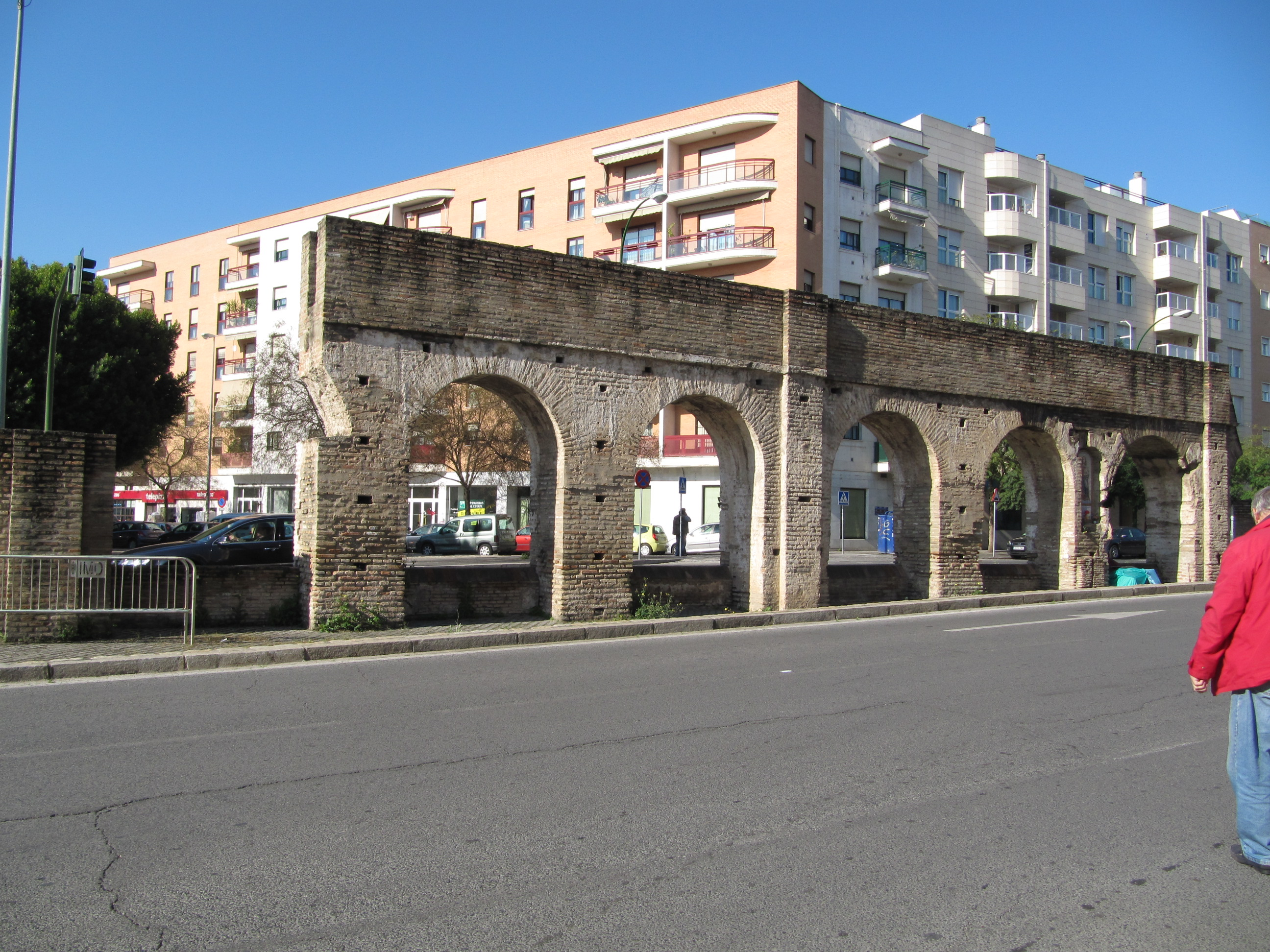
Сохранившийся участок акведука Каньос-де-Кармона, расположенный посередине дороги, недалеко от начала улицы Луис Монтото.

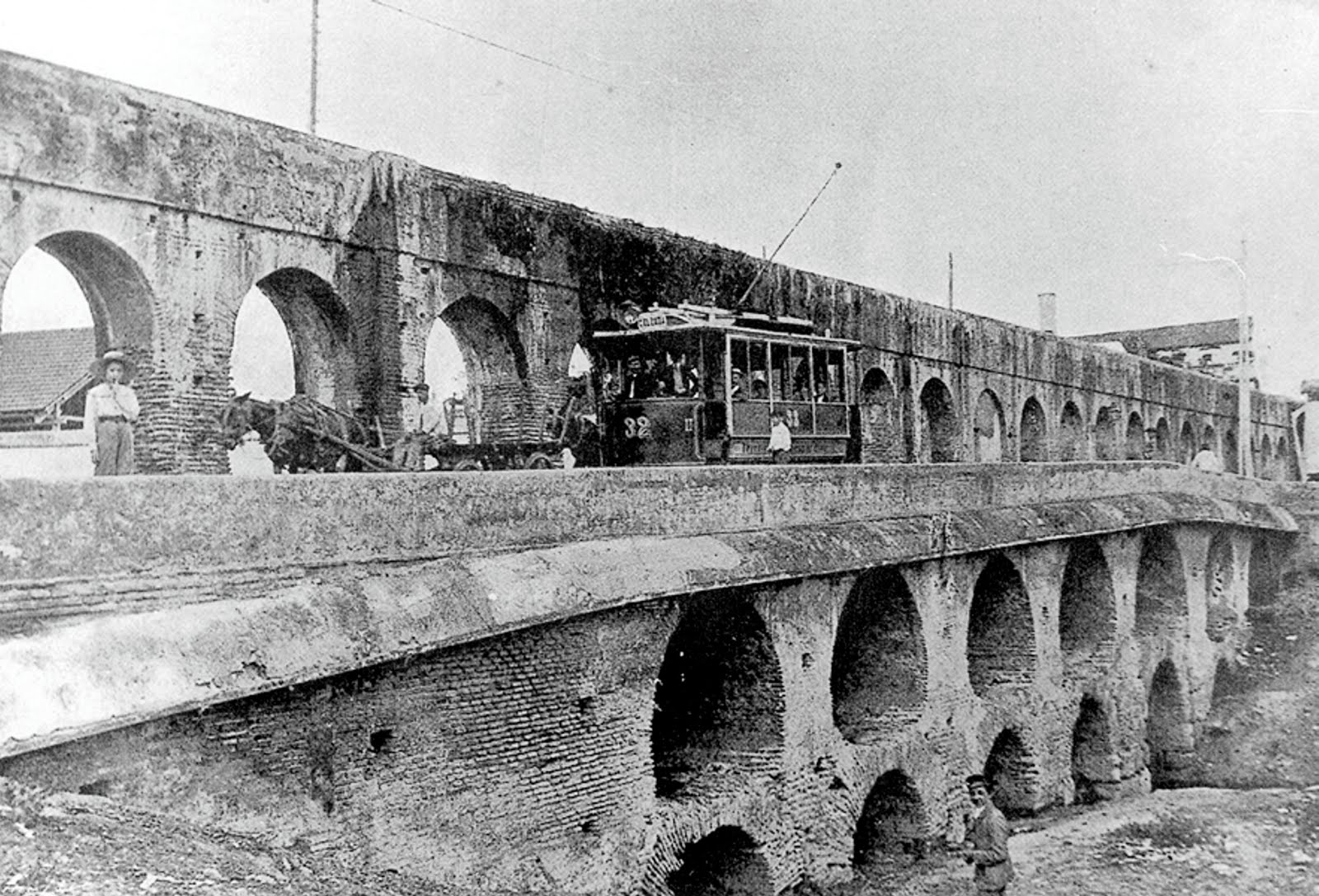
Секция акведука Каньос-де-Кармона, пересекающая реку Тагарете в Севилье.

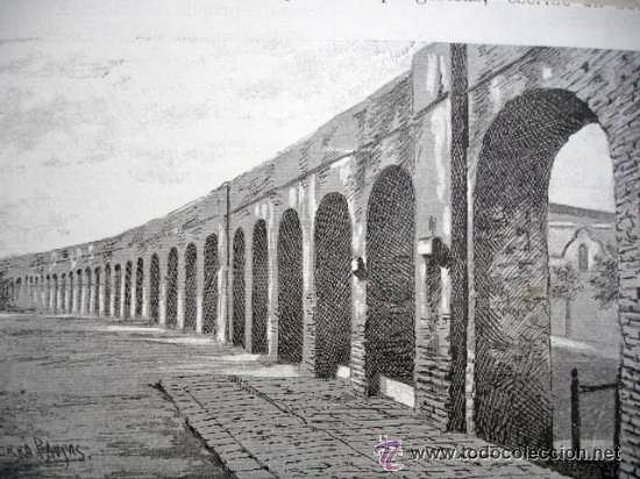
Длинная часть акведука (ныне разрушенная) в пределах Севильи.

Акведук был построен примерно между 68 и 65 гг. до н. э., в тот же период, что и стены Севильи, когда Гай Юлий Цезарь находился в должности квестора в Дальней Испании. Он был отремонтирован и частично перестроен в 1171—1172 годах при альмохадском халифе Абу Якубе Юсуфе. В этот период также были воздвигнуты мечеть Хиральда и минарет, Мост лодок через реку Гвадалквивир, а также дворец и сады Бухайра, которых акведук также снабжал водой. Дополнительные ремонтные работы были проведены в XIII веке, когда началась война с Гранадой.
В конце XIV века акведук был снова реконструирован и увеличен до своей наибольшей длины. Однако точное место, в котором он начинался, неизвестно, поскольку есть некоторые сомнения, что это была Кармона. На карте Испании и Португалии 1810 года отмечен «старый акведук», который действительно соединяет Кармону с Севильей, но известно, что он снабжался из источника Санта-Лусия в Алькале-де-Гвадаире, где акведук пролегал под землёй через туннели, вырубленные в скале или построенные из кирпичей, некоторые из которых весили до шести килограммов. Около 20 шахт было прорублено на этом участке, чтобы обслуживающие акведук рабочие могли добраться до него.
Затем акведук проходил через Пуэрта-де-Кармона, бывшие городские ворота, разрушенные в 1868 году, где он извергал воду в большой резервуар, из которого она распределялась по остальной части города: в первую очередь в дома аристократии, религиозные учреждения, Дом Пилата, королевские сады и в несколько фонтанов и общественных бань. Именно от этих ворот акведук и получил своё название.
Акведук всё ещё функционировал до того времени, пока его не снесли, обеспечивая ежедневный расход в около 5000 м³ питьевой воды. На момент его разрушения он был самым качественным источником воды для города, так как образующие его подземные галереи действовали как система фильтрации. Помимо обеспечения питьевой водой, акведук также приводил в действие ряд мельниц.

## Снос
Жители районов Пуэрта-де-Кармона и Ла-Кальсада жаловались властям города с XIX века на опасность, которую представляет их участок акведука, ссылаясь на то, что его арки служат убежищем для иммигрантов, бездомных и преступников. Вопросы здравоохранения и социального единения, а также планы по расширению города побудили власти Севильи обратиться к национальной Комиссии по памятникам. Мадрид одобрил план, добавив, что акведук «является вульгарной работой, без художественных особенностей, лишённой археологического интереса». Петиции Хосе Хестосо не удалось остановить его реализацию, и снос начался 26 января 1912 года. Через несколько месяцев работы не были завершены, и только в 1959 году оставшиеся секции были снесены для строительства районов Ла Канделария и Лос-Пахаритос.

## Сохранение
Маркиз Сан-Хосе де Серра, Карлос Серра-и-Пикман, вмешался в своём качестве члена Комиссии художественных памятников провинции, чтобы сохранить уцелевшие части акведука, и в результате три его секции были спасены от сноса.
В Севилье сохранились три пятиарковых участка акведука:
- Аркада на улице Сигуэнья Calle Cigüeña;
- Двойная аркада на улице Луис Монтото рядом с перекрёстком с улицей Хименес Аранда
- Аркада в начале улицы Луис Монтото.

Вторая аркада сохранилась благодаря закрытию сада Алькантарилья-де-лас-Мадехас в 1911 году, который впоследствии стал частной собственностью. Так как этот участок был расположен на частной земле, работы по сносу акведука его не затронули. Во время строительства дамбы и моста делегация по общественным работам попыталась экспроприировать часть земли у её владельца, Борреро Бланко, на которой находилась часть акведука. Однако это оказалось чувствительным вопросом, поэтому местные политики предоставили отсрочку для выполнения своего распоряжения.
Третья аркада был встроена в опоры железнодорожного моста Пуэнте-де-ла-Кальсада, когда он был воздвигнут в 1930 году, и была обнаружена, когда мост был демонтирован в 1991 году. Примечательно, что именно эта часть акведука лучше всех сохранилась. После его повторного открытия была обнаружена ниша, в которой ранее находилось изображение Девы Марии, известной как Дева Лас-Мадехас. Предыдущий образ, который почитался веками, был перенесен в церковь Сан-Роке в 1869 году после того, как на него напали революционеры, а в 1936 году во время Гражданской войны в Испании он был сожжен и уничтожен республиканцами. Воспроизведённое в азулежу Хуаном Арагоном Куэстой в 1993 году изображение Девы Марии ныне вновь занимает своё прежнее место в части акведука.

## Галерея

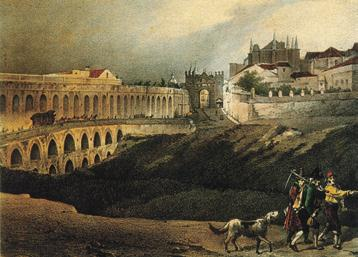
Секция акведука и ворота Пуэрта-де-Кармона
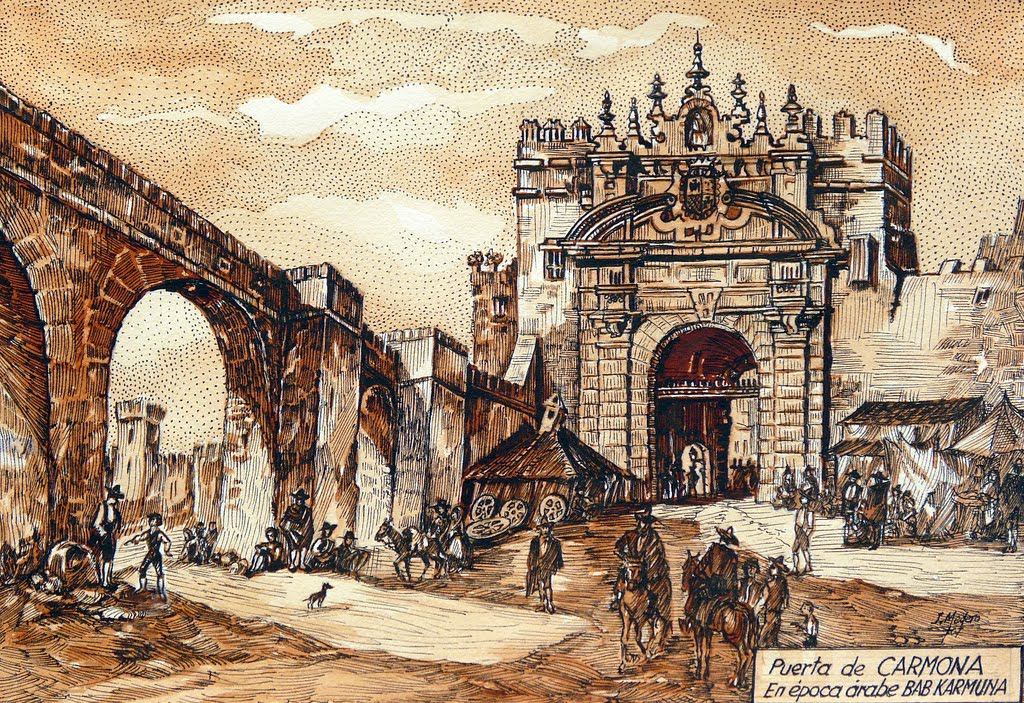
Часть акведука, прилегающая к Пуэрта-де-Кармоне
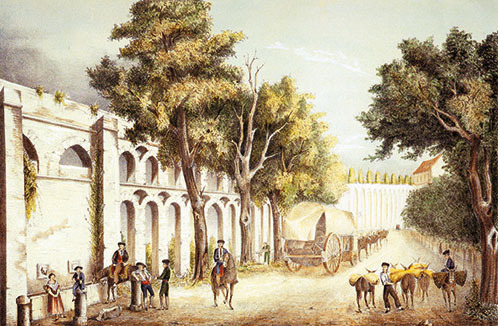
Каньос-де-Кармона, около 1860 года.